# 那波平腹脂鯉
那波平腹脂鯉，為輻鰭魚綱脂鯉目脂鯉亞目脂鯉科的其中一個種。分布於南美洲厄瓜多亞馬遜河上游及Napo河流域，體長可達4.8公分，棲息在底中層水域，生活習性不明。